# Nuda vendetta
Nuda Vendetta (Naked Vengeance) è un film del 1985, diretto da Cirio H. Santiago.
Remake non ufficiale di Non violentate Jennifer del 1978, si inserisce nel filone rape and revenge.

## Trama
Carla Harris, una bellissima attrice di Los Angeles, assiste all'assassinio di suo marito avvenuto in un parcheggio, nel tentativo di salvare una donna da un tentativo di stupro. Si reca in una piccola cittadina di montagna dai genitori, dove viene ripetutamente molestata da parte della gente del luogo. Lo sceriffo locale si rifiuta di aiutarla. Subisce una violenza di gruppo a seguito della quale i suoi genitori vengono uccisi. Ferita e sotto shock, verrà ricoverata in ospedale dal quale fuggirà per cercare la sua sanguinosa vendetta.